# Anders Diemer
Anders Mathiesen Diemer, född 14 maj 1878 i Abild vid Tønder, död 18 mars 1946, var en dansk tidningsman.
Diemer blev candidatus magisterii 1905 efter studier i Köpenhamn och Uppsala, och var 1906–1920 bosatt i Stockholm. Efter Sønderjyllands återförening med Danmark återvände han till sin hembygd. År 1920 anställdes han vid katedralskolan i Haderslev, där han senare blev lektor. Han var även ordförande i Haderslevs biblioteksförening. 
Diemer var en av stiftarna av Nordisk forening och bidrog på många sätt till en ökad förbindelse och förståelse mellan de nordiska länderna, bland annat genom att anordna gemensamma resor och genom att medverka vid varuutväxlingen mellan länderna under första världskriget men framför allt genom en omfattande journalistisk verksamhet i såväl svenska som danska tidningar.